# 203773 Magyarics
203773 Magyarics è un asteroide della fascia principale. Scoperto nel 2002, presenta un'orbita caratterizzata da un semiasse maggiore pari a 3,0011588 UA e da un'eccentricità di 0,0679143, inclinata di 0,86485° rispetto all'eclittica.
L'asteroide è dedicato a Rudolf Magyarics, amico dell'osservatore del programma NEAT che ha realizzato la scoperta.